# Чемпіонат світу з фристайлу 2023 — акробатика (змішана команда)
Змагання зі фристайлу в акробатиці серед змішаних команд на чемпіонаті світу 2023 року відбулися 19 лютого. Участь взяли 18 спортсменів з 6 країн.

## Результати
| Місце | Номер         | Країна                                                        | Фінал 1                    | Фінал 2                    |
| ----- | ------------- | ------------------------------------------------------------- | -------------------------- | -------------------------- |
| 1     | 3 3–1 3–2 3–3 | США Ешлі Колдуелл Крістофер Лілліс Квінн Дехлінгер            | 303.47 82.21 118.55 102.71 | 338.98 92.00 135.24 112.22 |
| 2     | 1 1–1 1–2 1–3 | КНР Кун Фанью Лі Тіанма Янг Лонгсяо                           | 290.80 60.48 115.84 114.48 | 328.14 83.16 113.57 131.41 |
| 3     | 2 2–1 2–2 2–3 | Україна Анастасія Новосад Олександр Окіпнюк Дмитро Котовський | 239.69 76.86 77.43 85.40   | 260.57 87.42 84.51 88.64   |
| 4     | 6 6–1 6–2 6–3 | Казахстан Жанбота Алдабергенова Роман Іванов Шерзод Хаширбаєв | 266.98 85.05 97.29 84.64   | 236.33 65.20 88.83 82.30   |
| 5     | 4 4–1 4–2 4–3 | Канада Маріон Тено Міха Фонтен Александр Душейн               | 228.17 76.23 83.50 68.44   | DNQ                        |
| 6     | 5 5–1 5–2 5–3 | Швейцарія Александра Бер Пірмін Вернер Ное Рот                | DNS                        | DNS                        |